# Петар Величков
Петар Величков (болг. Петър Величков, 8 серпня 1940, Софія — 15 липня 1993, Софія) — болгарський футболіст, що грав на позиції нападника.
Виступав більшу частину кар'єри за клуб «Славія» (Софія). Також виступав за «Чорноморець» (Бургас) та «Добруджу». Виступав за національну збірну Болгарії, за яку провів 16 матчів і забив 1 гол та брав участь у чемпіонаті світу 1962 року.

## Клубна кар'єра
Вихованець «Славії» (Софія). Дебютував у групі А в сезоні 1958/59, в якому провів 20 матчів і забив 2 голи. Величков виступав за «Славію» загалом сім сезонів, в яких провів 164 матчі і забив 8 голів у групі А, вигравши двічі Кубок Болгарії. Однак з плином років проблеми з алкоголем поглиблювались, і в 1965 році він був виключений з команди. 
Після цього Величков недовго пограв за «Чорноморець» (Бургас) та «Добруджу». Його кар'єра закінчилася лише у віці 27 років. Помер 1 січня 1993 року на 53-му році життя.

## Виступи за збірну
Навесні 1959 року він був капітаном молодіжної збірної Болгарії, яка стала чемпіоном Європи (U-18) на турнірі, який відбувся в Болгарії.
26 червня 1960 року дебютував в офіційних матчах у складі національної збірної Болгарії в товариській грі проти Польщі (0:4), а 29 жовтня 1961 року забив свій єдиний гол за збірну у зустрічі проти Фінляндії (3:1).
Наступного року у складі збірної був учасником чемпіонату світу 1962 року у Чилі, де зіграв всі три матчі: проти Аргентини, Угорщини та Англії, а команда не вийшла з групи.
20 грудня 1964 року проти Туреччини (0:0) зіграв свій останній матч за збірну. Всього протягом кар'єри у національній команді, яка тривала 5 років, провів у її формі 16 матчів, забивши 1 гол.

### Статистика виступів за збірну
| Матчі та голи | Матчі та голи | Матчі та голи        | Матчі та голи  | Матчі та голи | Матчі та голи | Матчі та голи       |
| #             | Дата          | Стадіон              | Суперник       | Рахунок       | Гол           | Турнір              |
| 1960          | 1960          | 1960                 | 1960           | 1960          | 1960          | 1960                |
| ------------- | ------------- | -------------------- | -------------- | ------------- | ------------- | ------------------- |
| 1.            | 26.06.1960    | Хожув, Польща        | Польща         | 0:4           | 0             | товариський матч    |
| 1961          |               |                      |                |               |               |                     |
| 2.            | 29.10.1961    | Софія, Болгарія      | Фінляндія      | 3:1           | 1             | Відбір на ЧС-1962   |
| 3.            | 16.12.1961    | Мілан, Італія        | Франція        | 1:0           | 0             | Відбір на ЧС-1962   |
| 4.            | 24.12.1961    | Брюссель, Бельгія    | Бельгія        | 0:4           | 0             | товариський матч    |
| 1962          |               |                      |                |               |               |                     |
| 5.            | 30.05.1962    | Ранкагуа, Перу       | Аргентина      | 0:1           | 0             | ЧС-1962             |
| 6.            | 03.06.1962    | Ранкагуа, Перу       | Угорщина       | 1:6           | 0             | ЧС-1962             |
| 7.            | 07.06.1962    | Ранкагуа, Перу       | Англія         | 0:0           | 0             | ЧС-1962             |
| 8.            | 30.09.1962    | Софія, Болгарія      | Польща         | 2:1           | 0             | товариський матч    |
| 1963          |               |                      |                |               |               |                     |
| 9.            | 06.01.1963    | Алжир (місто), Алжир | Алжир          | 1:2           | 0             | товариський матч    |
| 10.           | 23.01.1963    | Рим, Італія          | Португалія     | 1:0           | 0             | Відбір на Євро-1964 |
| 11.           | 28.04.1963    | Софія, Болгарія      | Чехословаччина | 1:0           | 0             | товариський матч    |
| 12.           | 04.09.1963    | Магдебург, НДР       | НДР            | 1:1           | 0             | товариський матч    |
| 13.           | 29.09.1963    | Софія, Болгарія      | Франція        | 1:0           | 0             | Відбір на Євро-1964 |
| 14.           | 26.10.1963    | Париж, Франція       | Франція        | 1:3           | 0             | Відбір на Євро-1964 |
| 1964          |               |                      |                |               |               |                     |
| 15.           | 29.11.1964    | Софія, Болгарія      | СРСР           | 0:0           | 0             | товариський матч    |
| 16.           | 20.12.1964    | Стамбул, Туреччина   | Туреччина      | 0:0           | 0             | товариський матч    |

## Досягнення
- Володар Кубка Болгарії: 1962/63, 1963/64
- Юнацький чемпіон Європи (U-18): 1959